# Cerapachys kodecorum
Cerapachys kodecorum é uma espécie de formiga do gênero Cerapachys.